# Chondroplea populea
Chondroplea populea är en svampart som först beskrevs av Sacc. & Briard, och fick sitt nu gällande namn av Heinrich Klebahn 1933. Chondroplea populea ingår i släktet Chondroplea och familjen Gnomoniaceae.   Inga underarter finns listade i Catalogue of Life.